# Arboga (California)
Arboga es un área no incorporada ubicada en el condado de Yuba en el estado estadounidense de California.

## Geografía
Arboga se encuentra ubicada en las coordenadas 39°3′5″N 121°33′21″O / 39.05139, -121.55583.